# Blumenteppich

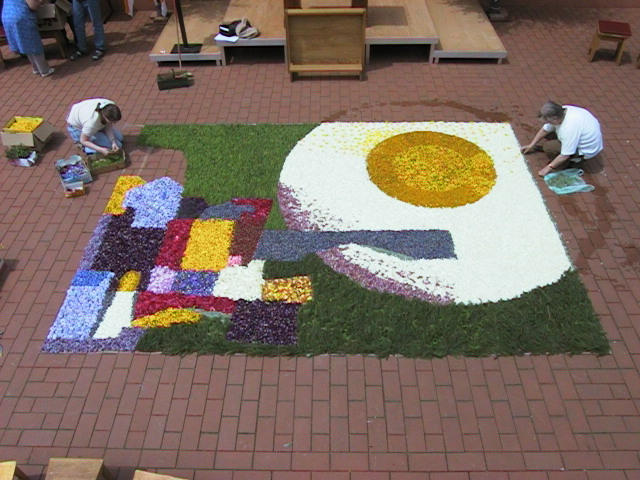
Blumenteppich 2002 der Katholischen Gemeinde St. Kilian (Bad Liebenstein)

Ein Blumenteppich ist ein aus Blumen, Blüten und Blütenteilen gestaltetes Ornament oder Bild, das wie ein Teppich auf dem Boden angelegt wird. Die Blüten werden ganz oder in Teilen zu bildhaften oder abstrakten Arrangements auf dem Boden ausgelegt. Diese Teppiche stellen den klassischen Blumenteppich im weitesten Sinne dar und haben nur eine begrenzte Haltbarkeit. Oft bilden sie Teil religiöser Feiern oder Prozessionen.
In katholischen Ländern werden Blumenteppiche meist an Fronleichnam oder Erntedank angelegt.
Es gibt einige Abwandlungen dieser „Teppiche“, welche z. B. aus Stroh, Salz oder eingefärbten Sägespänen gefertigt werden und meist nur vereinzelte Blüten enthalten.
Bei der Verwendung von farbigen Sanden spricht man im buddhistischen Bereich von einer Mandala.
Die Blumenteppiche für die Fronleichnamsprozessionen wurden auf Antrag von Polen 2021 in die UNESCO-Liste des immateriellen Kulturerbes der Menschheit aufgenommen.